# Liatongus testudo
Liatongus testudo är en skalbaggsart som beskrevs av Lansberge 1886. Liatongus testudo ingår i släktet Liatongus och familjen bladhorningar. Inga underarter finns listade i Catalogue of Life.